# Juan José de Vértiz y Salcedo
Juan José de Vértiz y Salcedo (Mérida do Iucatão, Vice-reino da Nova Espanha, actual México, 1719 — Madrid, Espanha, 1799) foi um administrador colonial espanhol que exerceu o cargo de Vice-rei do Vice-reino do Rio da Prata.

## Biografia
Filho de um importante político da península, estudou na Espanha onde formou-se como militar, tendo combatido em diversas campanhas espanholas como as da Itália e da França. Antes de ser nomeado como Vice-rei, desempenhou o cargo de governador de Buenos Aires, tanto sob a administração do Vice-reino do Peru como do Vice-reino do Rio da Prata, tendo como prioridade expulsar os portugueses da Banda Oriental, sem sucesso.
Assumiu as funções de Vice-rei em 1778, desenvolvendo vasta obra governativa, promovendo o desenvolvimento da economia regional, colonizando terras desabitadas, instalando intendências por todo o Vice-reino e preparando o caminho para a fundação da Real Audiência de Buenos Aires. Na esfera social tentou reunir todos os artesãos em diferentes agremiações, imitando o sistema vigente na Europa. Durante o seu governo realizou-se o primeiro censo na cidade, que à época computou cerca de 37 mil habitantes. Também durante o seu governo, foi estabelecido o primeiro teatro da cidade, o "La Ranchería".
Teve um importante papel na repressão da revolta de Tupac Amaru II. Em 1784 pediu para retornar à Espanha, deixando o Vice-reinado e entregando-o a Nicolás del Campo. Faleceu na Espanha em 1799.